# 岩松研吉郎
岩松 研吉郎（いわまつ けんきちろう、1943年10月31日 - 2019年8月24日）は、日本の国文学者、慶應義塾大学名誉教授。漫画『サザエさん』を研究する東京サザエさん学会代表。

## 略歴・人物
1943年東京生まれ。慶應義塾幼稚舎より一貫して慶應義塾に学ぶ。1962年に慶應義塾高等学校を卒業後、慶應義塾大学工学部に入学。1964年に慶應義塾大学文学部文学科国文学専攻の2年生に転入し、1967年に卒業。1969年慶應義塾大学大学院文学研究科国文学専攻修士課程修了。1973年同博士課程修了。1977年慶應義塾大学助教授、1992年教授。2009年定年、名誉教授となる。
専門は国文学。日本語の言語文化、特に中世文学を専門としている。ベストセラー「磯野家の謎」（1992年）をまとめた東京サザエさん学会の代表を務めた。
2019年8月24日、肺癌のため死去。

## 著書
- 『日本語の化学』ぶんか社 2001
- 『日本語の化学変化 時代とともに変わる日本語のルーツと正しい使い方』 (パンドラ新書）日本文芸社 2005

### 共著
- 『水曜日東アジア日本 1号』野村伸一、金井広秋共著. 風響社ブックレット 2017

### 翻訳
- 『福翁百話』福沢諭吉著、現代語訳. 三笠書房 2002／『福沢諭吉「強い日本人」をつくる言葉』 (知的生きかた文庫) 三笠書房、2011

### サザエさん学会
- 『磯野家の謎 「サザエさん」に隠された69の驚き』東京サザエさん学会 著. 飛鳥新社 1993、のち集英社文庫、パンドラ新書、彩図社
- 『磯野家の謎・おかわり』東京サザエさん学会 編. 飛鳥新社 1993、のち集英社文庫
- 『意地悪ばあさんの愛』東京サザエさん学会 編. 毎日新聞社 1993
- 『磯野家の危機』東京サザエさん学会 著 宝島社 2018